# 釋達華
釋達華法師（1915年—卒年不詳），臺灣佛教法雲寺派禪師，師從覺力、妙果法師，早年留學日本曹洞宗大本山總持寺，返臺後於1950年代出任艋舺龍山寺住持，期間創建臺北「西明寺」，為人忠厚老實。

## 略歷
釋達華師從覺力禪師，1935年於大湖法雲禪寺出家，法號「達華」。曾先後擔任過板橋宏法寺、新店廣明巖等佛寺的住持。
艋舺龍山寺住持釋真常1946年圓寂後，住持之位懸缺至1951年由釋達華獲聘任為新任住持，隔年由寺院管理人代表黃玉對決議重建中殿，是年9月即於寺內成立念佛會等讀經組織。1960年成為首位辭職的住持。辭職後歸隱山林，相關事蹟未再有記載。